# Blangerval-Blangermont
Blangerval-Blangermont ist eine französische Gemeinde mit 93 Einwohnern (Stand 1. Januar 2022) im Département Pas-de-Calais in der Region Hauts-de-France. Sie gehört zum Arrondissement Arras, im Kanton Saint-Pol-sur-Ternoise und zum Kommunalverband Ternois.

## Lage
Die Gemeinde Blangerval-Blangermont liegt im Südosten des Artois, 45 Kilometer westlich von Arras. Nachbargemeinden von Blangerval-Blangermont sind Guinecourt im Norden, Héricourt im Nordosten, Flers im Osten, Monchel-sur-Canche im Süden, Conchy-sur-Canche im Südwesten, Fillièvres im Westen sowie Linzeux im Nordwesten.

## Sehenswürdigkeiten
- Kirche Saint-Pierre-aux-Liens in Blangerval
- Kirche Saint-Jacques in Blangermont

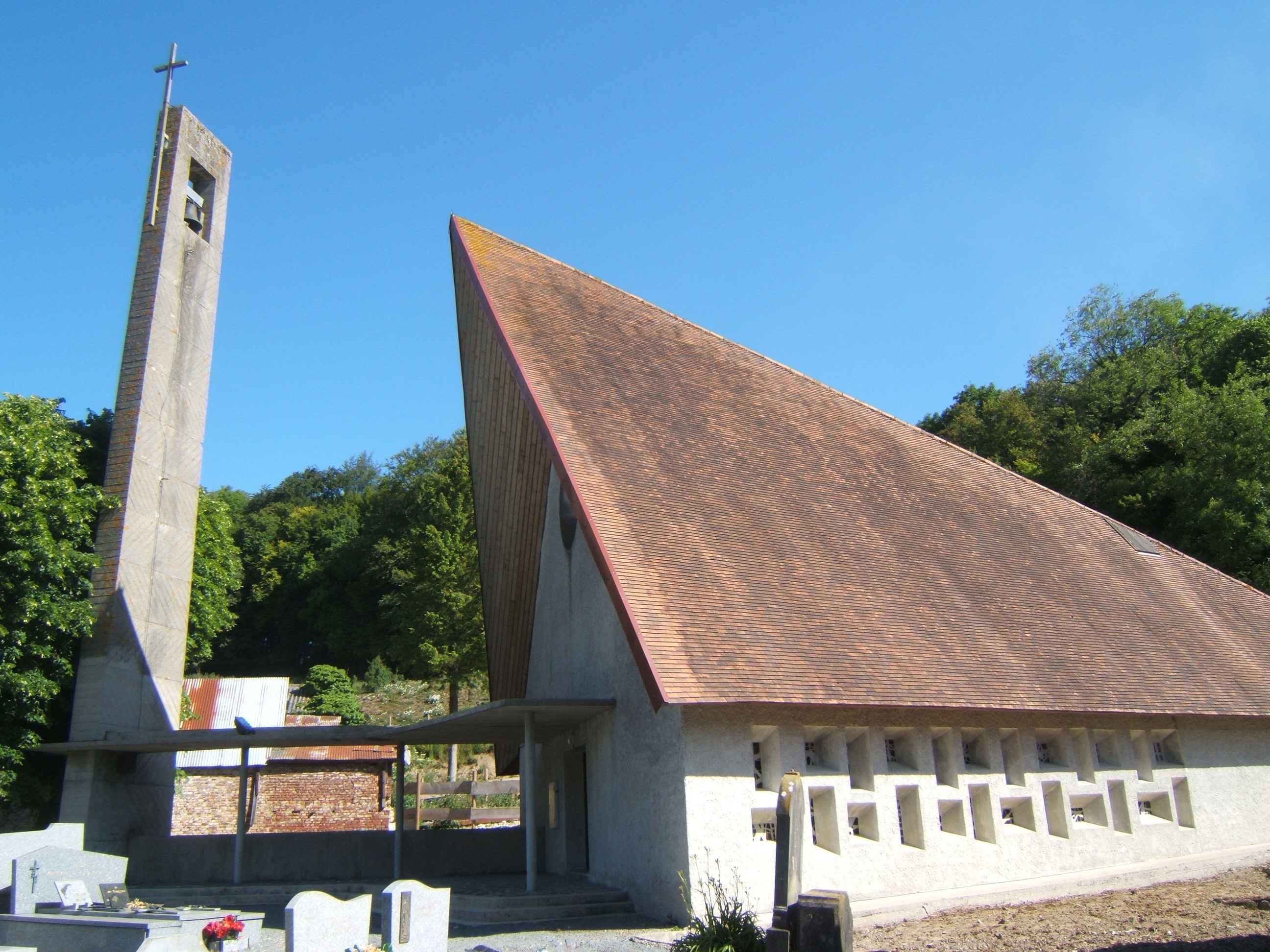
Kirche Saint-Pierre-aux-Liens